# Liparus glabrirostris
Liparus glabrirostris es una especie de escarabajo del género Liparus, familia Curculionidae. Fue descrita científicamente por Küster en 1849.
Se distribuye por Polonia, Austria, Alemania, Eslovaquia, Chequia, Francia, Ucrania, Italia, Suiza, Rumania, Eslovenia, Rusia, Croacia, España, Hungría, Liechtenstein, Macedonia del Norte, Países Bajos y Serbia. La especie se mantiene activa durante los meses de enero, abril, mayo, junio, julio, agosto, septiembre, octubre, noviembre y diciembre.